# Алленова, Ольга Владимировна
Ольга Владимировна Алленова (род. 1976, Моздок, Северная Осетия) — российская журналистка, корреспондент, общественный деятель, колумнист. Специальный корреспондент издательского дома «Коммерсантъ», постоянный автор газеты «Коммерсантъ» и журнала «Коммерсантъ-Власть». Автор книг «Чечня рядом. Война глазами женщины» (2008), «Форпост. Беслан и его заложники» (2019). Лауреат премии «Искра» в области прессы, премии «Камертон» имени Анны Политковской, премии Правительства Российской Федерации в области СМИ за серию публикаций о благотворительности (2015). 

## Биография
Ольга Алленова родилась в Северной Осетии, в городе Моздоке в 1976 году.
Окончила факультет журналистики Северо-Осетинского государственного университета в 1998 году.
С 1993 года работала вне штата в региональных газетах «Северная Осетия» и «Слово».
С 2000 года — специальный корреспондент в ИД «Коммерсантъ».
Во время Второй чеченской войны находилась в зоне боевого конфликта как журналист.
Писала о терактах в «Норд-Осте» и Беслане, а также о гуманитарных проблемах во время вооруженных конфликтов в Чечне, Грузии, Ливане, Армении.
В 2019 году в издательстве Individuum опубликована книга Алленовой «Форпост. Беслан и его заложники», посвященная трагедии в Беслане и жизни пострадавших от неё людей спустя 15 лет. Книга включена в лонг-лист премии «Сделано в России» в номинации «Литература». В этом же году вышел документальный фильм Юрия Дудя «Беслан. Помни», в котором Алленова выступила в качестве одного из главных экспертов.
С 2013 года занимается социальной журналистикой, освещая проблемы психо-неврологических учреждений, детских домов, многодетных и малоимущих семей, людей с особенностями развития. Помимо «Коммерсанта», публикуется в издании «Такие дела».
В январе 2007 года Ольга Алленова стала лауреатом национальной премии в области прессы «Искра» за репортаж из Ливана.
В 2013 году Алленова была выдвинута на соискание премии «Камертон» имени Анны Политковской коллективом «Новой газеты» и в итоге стала её лауреатом.

## Премии и награды
- 2007 Лауреат высшей премии в области журналистики «Искра»[10]
- 2008 Серебряный орден «За жертвенное служение»[11].
- 2013 Премия в области журналистики «Камертон» имени Анны Политковской[12]
- 2015 Лауреат премии Правительства Российской Федерации в области СМИ за серию публикаций о благотворительности[13]